# Hermann Friese
Georg Paul Hermann Friese (Hamburgo, 30 de maio de 1882 ou 22 de maio 1880 — São Paulo, outubro de 1945) foi um futebolista Alemão radicado no Brasil.
Ao lado de Charles Miller e Hans Nobiling Hermann Friese foi uma das figuras mais importantes do Futebol Paulista além de ser um dos pioneiros do Futebol Brasileiro, sendo reconhecido também como um dos primeiros craques a jogar no Brasil.

## História
Em 1903 Hermann Friese imigrou da Alemanha para o Brasil, aos 21 anos de idade, e logo se afiliou ao Sport Club Germânia, tradicional equipe da colônia alemã radicada em São Paulo, fundada por membros da colônia, entre eles o notável Hans Nobiling.
Hermann Friese foi um dos mais importantes jogadores da história do Sport Club Germânia. Foi o artilheiro do Campeonato Paulista de Futebol de 1905 (Marcando 14 gols) e também foi campeão da mesma competição com o Sport Club Germânia: em 1906 e 1915.
Em 1903 a crônica esportiva chamou-lhe:
| “ | O jogador mais sensacional de todos os tempos. | ” |

Hermann Friese também  foi treinador da equipe em que surgiu em torno de 1909 o futebolista Arthur Friedenreich. O rapaz, que seria o primeiro gênio do futebol brasileiro, era filho de um imigrante alemão e de uma negra brasileira. Apesar dos olhos verdes Friedenreich tinha nítidos traços negroides e por isso foi (inicialmente) proibido de fazer parte do clube, de maioria alemã.
Graças a intervenção de Hermann Friese o clube revogou tais proibições identitárias e Arthur Friedenreich pode brilhar com a camisa do Sport Club Germânia e posteriormente atuou por diversos clubes.
Hermann Friese foi também árbitro de futebol chegando a conduzir os jogos decisivos do Campeonato Paulista dos anos 1903, 1904, 1910 e 1920 e a final do Troféu Interestadual de 1910 (que teve como vencedor o Botafogo FC do Rio de Janeiro com o resultado de 7x2 verso AA das Palmeiras no Velódromo de São Paulo).[carece de fontes?]
No 22 de outubro 1916 apitou o jogo do Paulistão entre Santos FC e CA Ypiranga, naquele ocasião também foi inaugurado o estadio do Santos, a Vila Belmiro. O time santista ganhou a partida 2x1. Na sua carreira conduziu  53 ou mais jogos do Campeonato Paulistano.
Hoje Hermann Friese e um dos dez patronos da Academia Paulista de Árbitros de Futebol "Charles Miller" e compartilha essa honra com, entre outras, José Roberto Wright, Armando Marques, Arnaldo Cézar Coelho e Romualdo Arppi Filho, que foram árbitros no Mundiais.

## Hamburger Sport-Verein

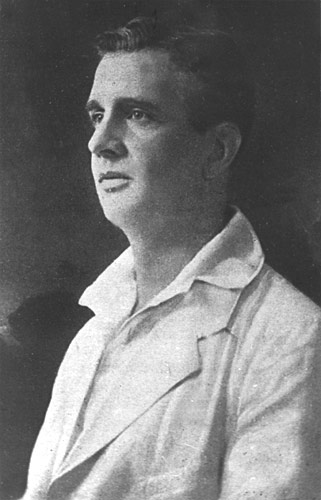
Hermann Friese

Ainda na Europa Hermann Friese tinha fama como atleta, e em 1902 venceu os 1500 metros no campeonato alemão de atletismo. Em maio de 1907 ele foi o único atleta representando o Brasil em uma competição internacional. Na competição realizada no Uruguai, Hermann Friese, venceu em uma única noite as corridas de 1500 metros e 800 metros, ficando em segundo na prova dos 400 metros.
Na Alemanha Hermann Friese já praticava atletismo, em um dos clubes que deu origem ao Hamburger Sport-Verein. O Hamburger Sport-Verein foi fundado em 29 de setembro de 1887, com a fusão de Der Hohenfelder Sportclub e Wandsbek-Marienthaler Sportclub que formaram o SC Germania von 1887 que posteriormente mudou de nome para: Hamburger Sport-Verein.
O Hamburger Sport-Verein hoje é um dos principais clubes do Futebol Alemão sendo 6 vezes campeão do Campeonato Alemão, 3 vezes campeão da Copa da Alemanha, 2 vezes campeão da Copa da Liga Alemã e 1 vez campeão da Liga dos Campeões da UEFA.

## Títulos
- Campeonato Paulista: 1906 e 1915
  - Vice-Campeão: 1905
- Artilheiro do Campeonato Paulista: 1905, 1906, 1907

## Literatura
- Klaus Amrhein: Biographisches Handbuch zur Geschichte der Deutschen Leichtathletik 1898–2005. 2 Bände. Darmstadt 2005 publiziert über Deutsche Leichtathletik Promotion- und Projektgesellschaft